# Mitologia irlandzka
Choć wiele opisujących mitologię irlandzką rękopisów zaginęło, a prawdopodobnie znacznie więcej treści nigdy nie zostało spisanych, istniejących informacji wystarcza, aby wyróżnić cztery odrębne, czasem zachodzące na siebie, cykle: Cykl Mitologiczny, Cykl Ulsterski, Cykl Feniański i Cykl Historyczny. Istnieje też wiele tekstów mitologicznych, które nie należą do żadnego z cykli, jak również spora liczba spisanych opowieści ludowych, które, choć nie są czysto mitologiczne, opowiadają o postaciach z jednego lub kilku spośród tych czterech cykli. Mitologia Irlandzka jest bardzo spójna i blisko spokrewniona z mitologią celtycką.

## Literatura
Trzy rękopisy, będące głównymi źródłami informacji o mitologii irlandzkiej to pochodząca z przełomu XI i XII wieku Lebor na hUidre, która znajduje się w bibliotece Royal Irish Academy; spisana na początku dwunastego wieku The Book of Leinster, przebywająca obecnie w bibliotece dublińskiego Trinity College; oraz manuskrypt Rawlinsona B 502 (Rawl.), umieszczony w należącej do Uniwersytetu Oxfordzkiego Bodleian Library. Większość z zebranych w tych manuskryptach materiałów pochodzi z czasów znacznie poprzedzających datę ich napisania; niektóre z nich, na podstawie badań lingwistycznych, można datować nawet na piąty lub szósty wiek naszej ery. Inne ważne źródła obejmują grupę czterech rękopisów pochodzących z zachodniej Irlandii, XIV i początek XV wieku. Są to: The Yellow Book of Lecan (Żółta Księga z Lecan), The Great Book of Lecan („Wielka Księga z Lecan”), The Book of Hy Many (Księga Hy Many) i The Book of Ballymote („Księga Ballymote”). Pierwsza z nich zawiera najwcześniejszą znaną wersję Táin Bó Cúailnge (pl. Uprowadzenie byków z Cooley) i mieści się w Trinity College. Pozostałe trzy są przechowywane w Royal Academy. Inne piętnastowieczne rękopisy, takie jak The Book of Fermoy (Księga Fermoy) również zawierają interesujące materiały, podobnie jak późniejsze prace synkretyczne takie, jak napisana około roku 1640 Foras Feasa ar Éirinn (Historia Irlandii, angielski tytuł to The History of Ireland), której autorem był Geoffrey Keating – szczególnie, że późniejsi kompilatorzy i pisarze mogli mieć dostęp do rękopisów, które wcześniej były zaginione.
Używając tych źródeł, zawsze należy zwracać uwagę na wpływ okoliczności, w których zostały stworzone. Większość manuskryptów została spisana przez chrześcijańskich mnichów, którzy mogli czuć się rozdarci pomiędzy pragnieniem utrwalenia rodzimej kultury a religijną wrogością wobec wierzeń pogańskich. Wiele spośród późniejszych źródeł mogło również być owocem wysiłków propagandowych, których celem mogło być stworzenie Irlandczykom historii, która mogłaby być porównywalna z mitami o rzymskim pochodzeniu ich brytyjskich najeźdźców, głoszonymi przez osoby takie jak Geoffrey of Monmouth i inni.

## Cykl Mitologiczny
Cykl Mitologiczny jest najgorzej zachowanym ze wszystkich. Najważniejszymi źródłami są: Metrical Dindshenchas (lub Lore of Places, czyli Wiedza o miejscach) oraz Lebor Gabála Érenn (ang. tytuł Book of Invasions, czyli Księga Inwazji). Inne manuskrypty przechowują takie opowieści mitologiczne jak The Dream of Aengus (Sen Aengusa), The Wooing of Etain (Zaloty do Etain) czy historie pierwszej i drugiej bitwy na Mag Tuireadh. Do tego cyklu należy również jedna z największych opowieści irlandzkich – Oidheadh Clainne Lir czyli Tragedia dzieci Lira (ang. tytuł The Tragedy of the Children of Lir).
Lebor Gabála Érenn to pseudohistoria Irlandii, wywodząca pochodzenie Irlandczyków od samego Noego. Obraca się wokół ludu znanego jako Tuatha Dé Danann, o którym wierzono, że zamieszkiwał Wyspę przed Celtami. Tuatha zmagali się z wrogimi im Fomorianami, którym przewodził Balor o Złym Oku. W drugiej bitwie pod Mag Tuireadh, zabił go w końcu Lugh Lamfada (Lugh Długoręki). Po przybyciu Celtów, Tuatha Dé Danann wycofali się pod ziemię i stali się opiewanymi w późniejszych mitach i legendach elfami.
Metrical Dindshenchas to wielkie wczesnoirlandzkie dzieło onomastyczne, zawierające spisane jako kolekcja poematów legendy o pochodzeniu nazw ważnych miejsc na Wyspie. Zawiera ono wiele istotnych informacji dotyczących postaci i opowieści Cyklu Mitologicznego, włączając w to Bitwę Tailtiu, w której Tuatha Dé Danann zostali pokonani przez Milezjan (czyli irlandzkich Celtów).
Należy koniecznie zaznaczyć, że Tuatha Dé Danann byli uważani nie tyle za bogów, co za lud mogących zmieniać kształt magów, zamieszkujących Irlandię w czasach jej Złotego Wieku. I choć Irlandczycy czcili elfy (zwane z angielska faery folk; uważano za nie Tuatha Dé Danann), to niewiele istnieje dowodów, które mogłyby potwierdzić, iż z wyjątkiem ogólnoceltyckiej postaci Lugha, naprawdę traktowali je jak bogów.

## Cykl Ulsterski
Cykl Ulsterski umiejscowiono w czasie na początku ery chrześcijaństwa. Większość akcji opowieści z tego cyklu dzieje się w prowincjach Ulster i Connacht. Składa się on z zestawu opowieści heroicznych, opowiadających o życiu postaci takich, jak król Ulsteru Conchobar Mac Neassa, syn Lugha Cu Chulainn, oraz ich przyjaciół, ukochanych i wrogów. Są oni zwani Ulaid – ludźmi z północno-zachodniego zakątka Irlandii. Akcja opowieści koncentruje się na dworze królewskim w Emain Macha, niedaleko obecnego miasta Armagh. Ulaid mają bliskie związki z kolonią irlandzką w Szkocji, gdzie odbywała się część szkolenia Cu Chulainna.
Cykl składa się z opowieści o narodzinach bohaterów, ich wczesnej młodości, szkoleniach, zalotach, świętowaniu i śmierci, odzwierciedla obraz społeczeństwa wojowników, w którym walka to głównie pojedyncze starcia, a o bogactwie świadczy liczba posiadanego bydła. Większość z historii została napisana prozą. Najważniejszą z nich jest Táin Bó Cúailnge (pl. Uprowadzenie byków z Cooley). Do innych, również bardzo istotnych zalicza się The Exile of the Sons of Usnech (Wygnanie synów Usnech), The Tragic Death of Aife’s only Son (Tragiczna śmierć jedynego syna Aife), The Story of Bricriu’s Feast (Historia Uczty Bricriu) oraz The Destruction of Ua Derga’s Hostel (Zniszczenie gospody Ua Dergi). Z Cyklem Ulsterskim wiąże się również wielką opowieść zatytułowaną Deirdre of the Sorrows, będącą źródłem dla sztuki teatralnej pod tym samym tytułem, której autorem jest John Millington Synge.
Cykl ten jest, pod pewnymi względami, podobny do Cyklu Mitologicznego. Pojawiają się w nim zarówno niektóre spośród postaci z tamtego cyklu, jak i tego samego typu magia zmiany kształtu. Powtarza się też reguła, że postacie z mitologii irlandzkiej to raczej bohaterowie o nadludzkich zdolnościach niż bogowie. Takie elementy Cyklu Ulsterskiego, jak magiczna włócznia Cu Chulainna czy motyw Próby Mistrza (ang. Champion Ordeal) w Historii Uczty Bricriu, okazały się źródłami dla niektórych spośród zbioru legend brytyjskich, zwanych po angielsku Matter of Britain.

## Cykl Feniański
Podobnie jak Cykl Ulsterski, Cykl Feniański opisuje czyny bohaterów irlandzkich. Opowieści z tego cyklu zdają się być umiejscowione około III wieku, głównie w prowincjach Leinster i Munster. Różnią się od tych z innych cykli pod względem siły powiązań z irlandzkojęzyczną wspólnotą mieszkającą w Szkocji; jest wiele opowieści feniańskich z tego kraju. Od Cyklu Ulsterskiego różni je również to, że historie pisane są przeważnie wierszem, i w tonie bliższym tradycjom powieści (romansu) niż tradycjom epickim. Opisują czyny Fionna mac Cumhaila i jego grupy żołnierzy zwanej „Fianna”.
Najważniejszym tekstem w Cyklu Feniańskim jest Acallamh na Senórach, czyli Konwersacje Starców (ang. tytuł Colloquy of the Old Men), który znajduje się w dwóch piętnastowiecznych manuskryptach – Book of Lismore (Księdze Lismore) i Laud 610, oraz w siedemnastowiecznym rękopisie z Killiney. Na podstawie dowodów lingwistycznych, datuje się go na dwunasty wiek. Zawiera on rozmowy toczone pomiędzy ostatnimi pozostałymi przy życiu członkami Fianna a Świętym Patrykiem, ma około 8000 linii. Stosunkowo późne daty spisania manuskryptów mogą odzwierciedlać istnienie długiej tradycji ustnego przekazu historii feniańskich.
Występujący w tej opowieści Fianna dzielą się na dowodzony przez Fionna Clann Baiscne oraz Clann Morna, któremu przewodzi jego wróg, Goll mac Morna. Goll zabił w bitwie ojca Fionna, Cumalla, a Fionn jako chłopiec wychowywany był w tajemnicy. Jako młodzieniec kształcił się w sztuce poezji, aż pewnego razu zjadł kawałek Łososia Wiedzy (ang. Salmon of Knowledge), co uczyniło go mądrym we wszystkich sprawach. Zajął miejsce przywódcy swojej grupy. Wiele historii opisuje ich przygody. Część tego cyklu tworzą dwie spośród największych opowieści irlandzkich – Toraigheacht Dhiarmada agus Ghrainne (tytuł ang. The Pursuit of Diarmuid and Grainne) oraz Oisín w (krainie) Tír na nÓg (tytuł ang. Oisin in Tír na nÓg). Będąca jedną z niewielu spisanych prozą opowieści feniańskich, historia Diarmaida i Grainne jest celtyckim źródłem Tristana i Izoldy.
Świat Cyklu Feniańskiego to świat, w którym osoby zawodowo parające się rzemiosłem wojennym spędzają czas na łowach, walce, a także na przygodach w świecie duchów. Przyjmowani do drużyny nowicjusze muszą być obeznani z poezją, a także przejść wiele testów i prób fizycznych. Fionn jest kimś w rodzaju irlandzkiego Króla Artura, prowadzącego swoją grupę wojowników w nieustającej walce ze złem. I znów, w opowieściach tych nie ma żadnych – oprócz kultu bohaterów – elementów religijnych.

## Cykl Historyczny
Utrwalanie historii rodziny oraz genealogii króla, któremu służyli, było obowiązkiem średniowiecznych bardów irlandzkich (nadwornych poetów). Czynili to układając poematy, w mniejszym lub większym stopniu łączące wątki mitologiczne i historyczne. Powstałe wskutek tego historie tworzą Cykl Historyczny – czy, bardziej prawidłowo – cykle, ponieważ istnieje wiele niezależnych sposobów ich grupowania.
Opisani są w nich królowie: od całkowicie mitologicznego Labraid Loinsecha, który został Wysokim Królem Irlandii ok. 431 roku p.n.e., do jak najbardziej historycznego Briana Boru. Największą chwałę Cyklowi Historycznemu przynosi jednak pochodzący z dwunastego wieku, spisany prozą i wierszem Buile Shuibhne (Szał (króla) Suibhne, ang. tytuł The Frenzy of Suibhne). Suibhne, król Dal nAride, został przeklęty przez Św. Ronana i stał się pół-człowiekiem, pół-ptakiem, skazanym na życie w lasach i uciekającym od towarzystwa ludzi. Historia ta przykuła wyobraźnię współczesnych poetów irlandzkich i została przetłumaczona przez Trevora Joyce i Seamusa Heaneya.

## Inne opowieści

### Przygody
Przygody (echtrae) są grupą opowieści o wizytach w irlandzkim Innym Świecie. Najsłynniejsza z nich – Oisin w (krainie) Tír na nÓg należy do Cyklu Feniańskiego; przetrwały jednak niektóre nienależące do żadnego z cykli, takie jak The Adventure of Conle (Przygoda Conle), The Adventure of Bran mac Ferbail (Przygoda Brana mac Ferbail) i The Adventure of Laegaire (Przygoda Laegaire).

### Podróże
Podróże (immrama) to opowieści o podróżach morskich i cudach zaobserwowanych w ich trakcie. Powstały prawdopodobnie na podstawie przeżyć rybaków, połączonych z elementami Innego Świata. Z wymienionych w rękopisie siedmiu immrama, przetrwały tylko trzy: The Voyage of Mael Duin (Podróż Mael Duin), The Voyage of the Ui Chorra (Podróż Ui Chorra) i The Voyage of Snedgus and Mac Riagla (Podróż Snedgus i Mac Riagla) The Voyage of Mael Duin jest źródłem dla późniejszej Voyage of St Brendan (Podróż św. Brendana).

### Opowieści ludowe
Na początku wieku XIX, Herminie T. Kavanagh spisała wiele irlandzkich opowieści ludowych, które wydawała w czasopismach i dwóch książkach. Dwadzieścia sześć lat po jej śmierci, opowieści z jej książek Darby O’Gill and the Good People i Ashes of Old Wishes zostały zekranizowane w filmie Darby O’Gill and the Little People.

### Najważniejsze źródła w tłumaczeniu na jęz. angielski
- Cross, Tom Peete and Clark Harris Slover. Ancient Irish Tales. Barnes and Noble Books, Totowa, New Jersey, 1936 repr. 1988. ISBN 566198895.
- Dillon, Myles. The Cycles of the King. Oxford University Press, 1946; reprinted Four Courts Press: Dublin and Portland, OR, 1994. ISBN 1-85182-178-3.
- Dillon, Myles. Early Irish Literature. Chicago: University of Chicago Press, 1948; reprinted: Four Courts Press, Dublin and Portland, OR, 1994. ISBN 0-7858-1676-3.
- Joseph Dunn: The Ancient Irish Epic Tale Táin Bó Cúailnge (1914)
- Winifred Faraday: The Cattle-Raid of Cualng. London, 1904. This is a partial translation of the text in the Yellow Book of Lecan, partially censored by Faraday.
- Gantz, Jeffrey. Early Irish Myths and Sagas. London: Penguin Books, 1981. ISBN 0-14-044397-5.
- Kinsella, Thomas. The Tain. Oxford: Oxford University Press, 1970. ISBN 0-19-281090-1.

### Najważniejsze źródła w średniowiecznym jęz. irlandzkim
- Cath Maige Tuired: The Second Battle of Mag Tuired. Elizabeth A. Gray, Ed. Dublin: Irish Texts Society, 1982. Series: Irish Texts Society (Series); v. 52. Irish text, English translation and philological notes.
- Táin Bo Cuailnge from the Book of Leinster. Cecile O’Rahilly, Ed. Dublin Institute for Advanced Studies, 1984.
- Táin Bo Cuailnge Recension I. Cecile O’Rahilly, Ed. Dublin Institute for Advanced Studies 1976. Irish text, English translation and philological notes.

### Wtórne opowieści mitologiczne po angielsku
- Lady Augusta Gregory: Cuchulain of Muirthemne (1902)
- Lady Augusta Gregory: Gods and Fighting Men (1904)

### Pomniejsze źródła
- Mallory, J.P. Ed. Aspects of the Tain. Belfast: December Publications, 1992. ISBN 0-9517068-2-9.
- O’Rahilly, T.F. Early Irish History and Mythology (1946)
- Rees, Brinley and Alwyn Rees. Celtic Heritage: Ancient Tradition in Ireland and Wales. New York: Thames and Hudson, 1961; repr. 1989. ISBN 0-500-27039-2.
- Sjoestedt, M.L. Gods and Heroes of the Celts. 1949; translated by Myles Dillon. repr. Berkeley, CA: Turtle Press, 1990. ISBN 1-85182-179-1.
- Williams, J. F. Caerwyn. Irish Literary History. Trans. Patrick K. Ford. University of Wales Press, Cardiff, Wales, and Ford and Bailie, Belmont, Massachusetts. Welsh edition 1958, English translation 1992. ISBN 0-926689-03-7.